# Renée Aspe
Pour les articles homonymes, voir Aspe.
Renée Aspe, née le 3 décembre 1922 à Toulouse, morte le 17 septembre 1969 à Toulouse, est une peintre française qui a vécu et travaillé en particulier à Toulouse et à Sète.

## Biographie
Elle naît le 3 décembre 1922 dans une famille dont le père, Henri Aspe, dirige une agence immobilière. Sa mère, née Viviane Thévard, élève ses deux enfants. Renée a un frère aîné prénommé Pierre. Renée est une enfant vive et curieuse de tout.
D'un naturel fougueux et anticonformiste, elle boude souvent l'école et entre à quatorze ans à l'école des Beaux-Arts de Toulouse, où elle étudie pendant trois ans.

## L'œuvre

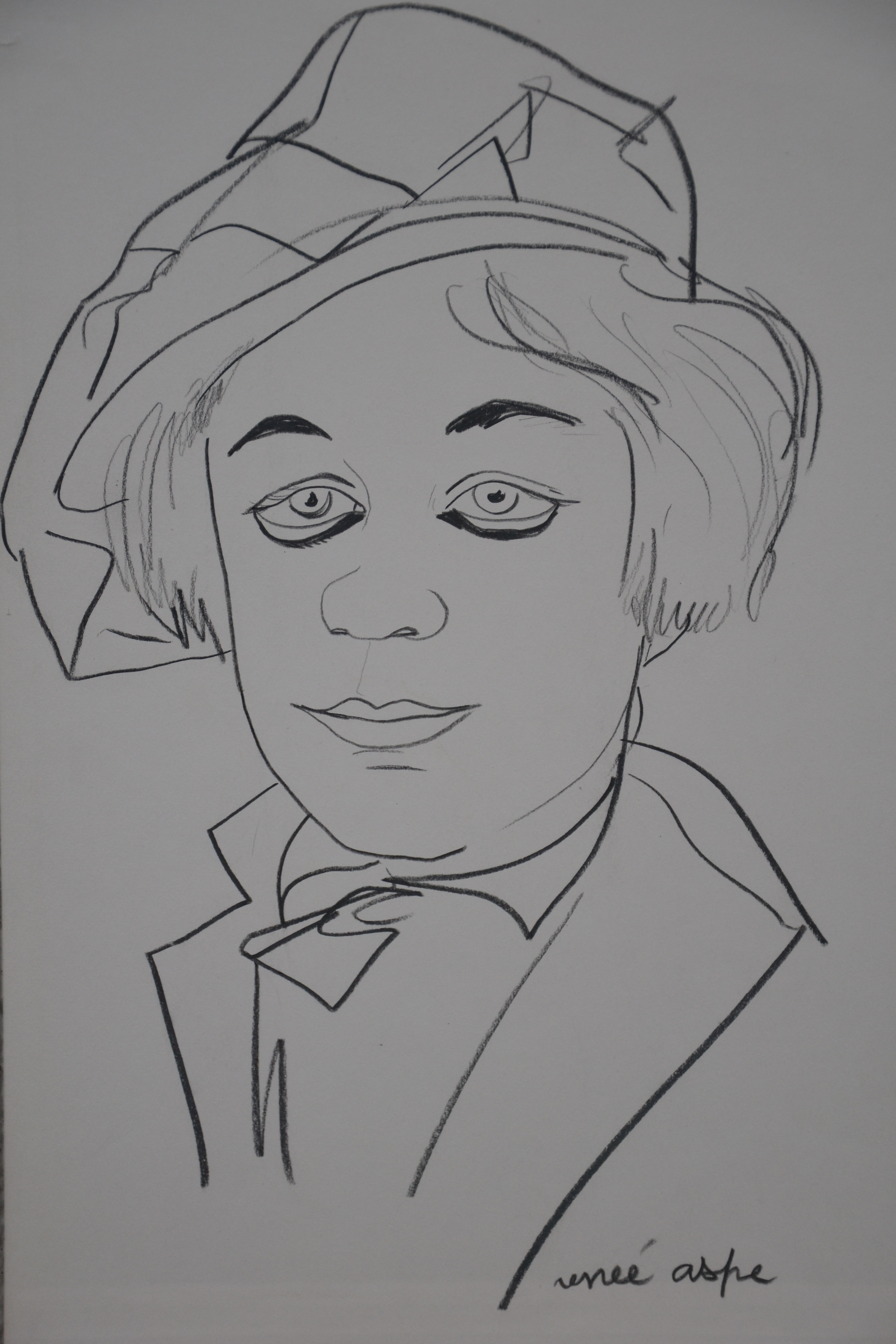
Portrait d'enfant par Renée Aspe (collection particulière)

Renée Aspe a eu une œuvre éclectique, très appréciée de son vivant. Beaucoup des thèmes de son inspiration ont été fournis par de nombreux voyages en France et à l'étranger, au Maroc, au Mexique, en Allemagne, en Espagne, au Portugal et aux États-Unis, où elle obtient le Grand Prix de New-York.
Elle participe aux Salons des Artistes Méridionaux et expose régulièrement dans les galeries toulousaines, depuis 1945 jusqu'à sa disparition en 1969 : à la Galerie du Taur en 1960, 1963 et 1968, et à la Galerie Chappe en 1961 et 1967.
Le musée des Augustins de Toulouse organise une exposition sur Renée Aspe en 1970, ainsi qu'une rétrospective en 1971. Il y a une dizaine d'années[Quand ?], l'artiste a fait l'objet d'une rétrospective d'envergure par la ville de Toulouse. L'Espace Croix-Baragnon à Toulouse lui a également consacré une exposition fin 1999, à l'occasion du trentième anniversaire de sa disparition.
Elle a peint des visages d'enfants, des scènes de rue, des paysages, des natures mortes ou encore des marines, et a décrit particulièrement ses deux villes d'attache : Toulouse surtout avant 1960, et Sète. Renée Aspe a livré une vision personnelle des choses et des gens, au travers d'un style qui la caractérise aisément, associé à des couleurs franches, avec des traits affirmés et des contours nets.
La majorité de son œuvre est détenue par des particuliers. Ses toiles, gouaches et dessins sont visibles dans quelques rares musées.

### Collections
Plusieurs œuvres de Renée Aspe ont été présentées dans des collections publiques ou privées,

#### Collections publiques
- Musée Toulouse-Lautrec (Albi, Tarn)

Jeune fille aux piments
Le Fiacre
- Musée de l'Île-de-France (Sceaux)

Conflans-Sainte-Honorine
Parc de Saint-Cloud
- Musée de Grenoble

Autoportrait
- Musée d'art moderne de Céret

Le Corbillard
Le Fiacre
La salle de la mairie
- Musée Paul Valéry (Sète)

La Pointe Courte à Sète
Marché à Sète
Nice
- Musée des Augustins (Toulouse)

La Cuisine Bleue
Marché des primeurs
Bateaux à Nazaré
Une rue de Sète
Barques aux Carénage

#### Collections privées
- Maurice Sarraut
- Comtesse de Toulouse-Lautrec
- Les Peters Sisters (États-Unis)
- John Wayne (États-Unis)
- John Smith (États-Unis)
- Heusch (Barcelone)
- Vicomte de Guel (Barcelone)
- Baronne Guy de Rothschild

...parmi les plus connues...

## Hommages
Une rue de Toulouse porte son nom dans le quartier Saint-Georges, alors en pleine transformation l'année de sa mort. Son buste en bronze y a été placé,.